# Dąbrowa (rejon stryjski)
Dąbrowa (ukr. Діброва) – wieś na Ukrainie w rejonie stryjskim obwodu lwowskiego.